# 入善ラーメンまつり
入善ラーメンまつり（にゅうぜんラーメンまつり）は、富山県下新川郡入善町の入善町中央駐車場特設会場およびその周辺で毎年2月に2日間にわたり開催されるイベントである。

## 概要
2001年3月4日、入善町商工会青年部が中心となり『冬遊ぼう～ラーメン祭り』として開始された。当時は9店舗の出店であったが、現在では富山県内のラーメン店をはじめ全国各地のラーメン店約20店舗が出店する、国内最大級のラーメン祭りとなっている。
同イベント期間中は隣接する『入善まちなか交流施設うるおい館』においても、様々なイベントが行われている。